# Lipp Tamás
Lipp Tamás (Székesfehérvár, 1946. október 24. –) író, újságíró, szerkesztő.

## Életútja
1965-ben érettségizett a Ságvári Endre Híradásipari Technikumban. 1969-ben a szombathelyi tanítóképző intézetben szerzett népművelő–könyvtár szakos diplomát. 1972-ig klubvezetőként dolgozott Székesfehérváron, majd Budapesten újságíróskodott, előbb az Egyesült Gyógyszer és Tápszergyár üzemi lapjánál, később a Magyar Hírlapnál. Rövid ideig szerkesztette a Világ című hetilapot. 1990-től néhány  évig művelődéstörténetet tanított a Miskolci Bölcsész Egyesület hallgatóinak. Alkalmanként a Magyar Művelődéskutató Intézet pedagógiai, szociológiai, szociográfiai kiadványait szerkesztette.
1973 óta publikál riportokat, szociográfiákat, esszéket, regényeket, 1977 óta főként szellemi szabad foglalkozású.

## Művei
- Írószemmel, riportok (1973–75)
- A nagy titok, szociográfia (1978)
- Honfoglalás Újpalotán, szociográfia (1978)
- Medvenemzetség, regény (1981)
- Hályogkovácsok, szociográfia (1982)
- Diákregény (1983)
- Levedi népe, regény (1985)
- Árpád és Kurszán, regény (1988)
- Így élt Gárdonyi Géza, életrajz (1989)
- A sátán körzője, esszék (1995)
- Birodalmak végvidékén, esszék (1996)
- Kánkánia, tárcák (1997)
- Kastélyok, várak, paloták, tanulmány (2003)
- Álom szocreál kivitelben, szociográfia (2009)
- Turulmadár fenn az égen. Nemzeti legendárium, 1849-1914; Noran Libro, Bp., 2014